# Life After Death
Ready to Die är ett studioalbum av hiphopartisten The Notorious B.I.G., utgivet den 25 mars 1997 av Bad Boy Records och Arista Records. Ready to Die var The Notorious B.I.G:s, vars egentliga namn var Christopher Wallace, andra studioalbum och blev också hans sista. Det utgavs postumt efter att Wallace dödats i en skjutning den 9 mars 1997 i Los Angeles.

## Låtlista
CD 1
1. Life After Death (Intro)
2. Somebody's Gotta Die
3. Hypnotize
4. Kick in the Door
5. Fuck You Tonight
6. Last Day
7. I Love the Dough
8. What's Beef?
9. B.I.G. Interlude
10. Mo Money Mo Problems
11. Niggas Bleed
12. I Got a Story to Tell
13. Interview/Biggie Speaks (dolt ljudspår)

CD 2
1. Notorious Thugs
2. Miss U
3. Another
4. Going Back to Cali
5. Ten Crack Commandments
6. Playa Hater
7. Nasty Boy
8. Sky's the Limit
9. The World Is Filled...
10. My Downfall
11. Long Kiss Goodnight
12. You're Nobody (Til Somebody Kills You)